# Pūt, vējiņi
Pūt, vējiņi (en letó Bufa, petit vent; presentada a certàmens internacionals traduïda al rus com Вей, ветерок!) és una pel·lícula de la República Socialista Soviètica de Letònia del 1973 dirigida per Gunārs Piesis. Fou rodada en letó als estudis Rīgas kinostudijā, basada en el poema homònim de Rainis. És minimalista amb una música d'acompanyament de caràcter popular, i una representació visual d'antigues tradicions matrimonials letones. Els diàlegs de la pel·lícula, com el text de l'obra, tenen forma poètica.

## Sinopsi
La pel·lícula representa la visió de la núvia a la riba del Daugava, descrita a l'antiga cançó popular "Pūt, vējiņi". El centre dramàtic de la història és l'amor d'Uldis, el boig de Daugavpils, i Baiba, la “manta boja”. Baiba és una donzella de casa, on Uldis arriba cercant Zane, la filla de l'amfitriona. Arriba durant la tempesta de nit, i Uldis es troba amb Baiba, que treballa al molí i s'enamora immediatament. Baiba el rebutja i Uldis, enfadat per no poder obtenir el que vol, continua doblegant Zane i intenta persuadir l'amfitriona que li entregui la seva filla en matrimoni. Amb el pas del temps, les emocions de Baiba i Uldis comencen a prevaler sobre el que s'havien proposat.

## Repartiment
- Esmeralda Ermale — Baiba
- Ģirts Jakovļevs — Uldis
- Pēteris Gaudiņš — Gatiņš
- Elita Krastiņa — Anda
- Antra Liedskalniņa — Ciepa
- Astrīda Kairiša — Zane
- Elza Radziņa — Māte
- Lidija Freimane — Orta
- Uldis Dumpis — Didzis

## Curiositats
La granja que es mostra a pel·lícula, es troba a la finca etnogràfica de Vidzeme "Ielīcas", situada a la parròquia de Vijciems, al Municipi de Valka, i és un monument arquitectònic d'importància nacional.

## Recepció
Va participar al VII Festival de Cinema de Tota la Unió celebrat a Bakú el 1974, on va obtenir el premi a la millor adaptació d'un clàssic, premi a la millor música (el compositor Imants Kalnins), i les millors actrius secundàries (Elza Radziņa i Esmeralda Ermale). També fou exhibida en versió russa en la selecció oficial del Festival Internacional de Cinema de Sant Sebastià 1975.